# Oncinotis
Oncinotis es un género de fanerógamas de la familia Apocynaceae. Comprende 26 especies descritas y de estas, solo 7 aceptadas. Es originario del sur de África y Madagascar.

## Taxonomía
El género fue descrito por George Bentham y publicado en Niger Fl. 451. 1849.

## Especies aceptadas
A continuación se brinda un listado de las especies del género Oncinotis aceptadas hasta octubre de 2013, ordenadas alfabéticamente. Para cada una se indica el nombre binomial seguido del autor, abreviado según las convenciones y usos. 
- Oncinotis glabrata (Baill.) Stapf ex Hiern
- Oncinotis gracilis Stapf
- Oncinotis hirta Oliv.
- Oncinotis nitida Benth.
- Oncinotis pontyi Dubard
- Oncinotis tenuiloba Stapf
- Oncinotis tomentella Radlk.